# Свято-Іллінська церква (Перегонівка)
Свято-Іллінська церква — дерев'яна церква УПЦ МП знаходиться в селі Перегонівка Кобеляцького району Полтавської області.

## Історичні відомості
Наприкінці 19 ст. розпочали будувати храм російські солдати, що жили в селі на поселенні.
1907 року церква вступила до числа діючих.
Гроші та землю під будівлю виділили заможні громадяни Аністрат та Федосій Каблучки. Обидва фундатори поховані біля храму, могили знаходяться з боку нового приміщення школи.
Восени 1934 церкву було закрито. Були зняті та побиті центральний та решта дзвонів. Руйнування проходило з ініціативи місцевих комсомольців, які організували потім у церкві клуб, а пізніше — колгоспну комору.
Під час німецької окупації 1942 року церковна громада відновила діяльність. Відступаючи, німці хотіли спалити храм, наносили туди соломи, але люди-односельці: Кіндрат Лукич Гриценко, Микита Лукич Гриценко, Іван Лукич Гриценко, Микола Іванович Гриценко, Григорій Гнатович Каблучка, Тарас Гнатович Каблучка, Іван Юхимович Москаленко, Іван Іванович Черевко, Онопрій Родіонович Черевко повиносили всю солому аж за село, таким чином зберігши церкву.
В 1945 році будівлю відремонтували. У другій половині 1940-х релігійна громада Іллінської церкви була зареєстрована органами радянської влади. У 1959 знята з державної реєстрації, після чого приміщення храму до 1979 використовувалося як комора місцевого колгоспу ім. Чкалова.

## Опис
Дерев'яна (збудована без жодного цвяха), на мурованому цоколі, з прибудованою дзвіницею. Будівля мала форму хреста, але зовнішній вигляд зараз дещо змінений. Куполи були дуже високі, набагато вищі, ніж теперішні. Дзвіниця знаходилася позаду, де зараз хрест. Всього було 7 дзвонів, усі вилиті з міді. Центральний важив 63 пуди 17 фунтів (бл. 1050 кг), усередині було вилито: «Джевела Пантелеймон».

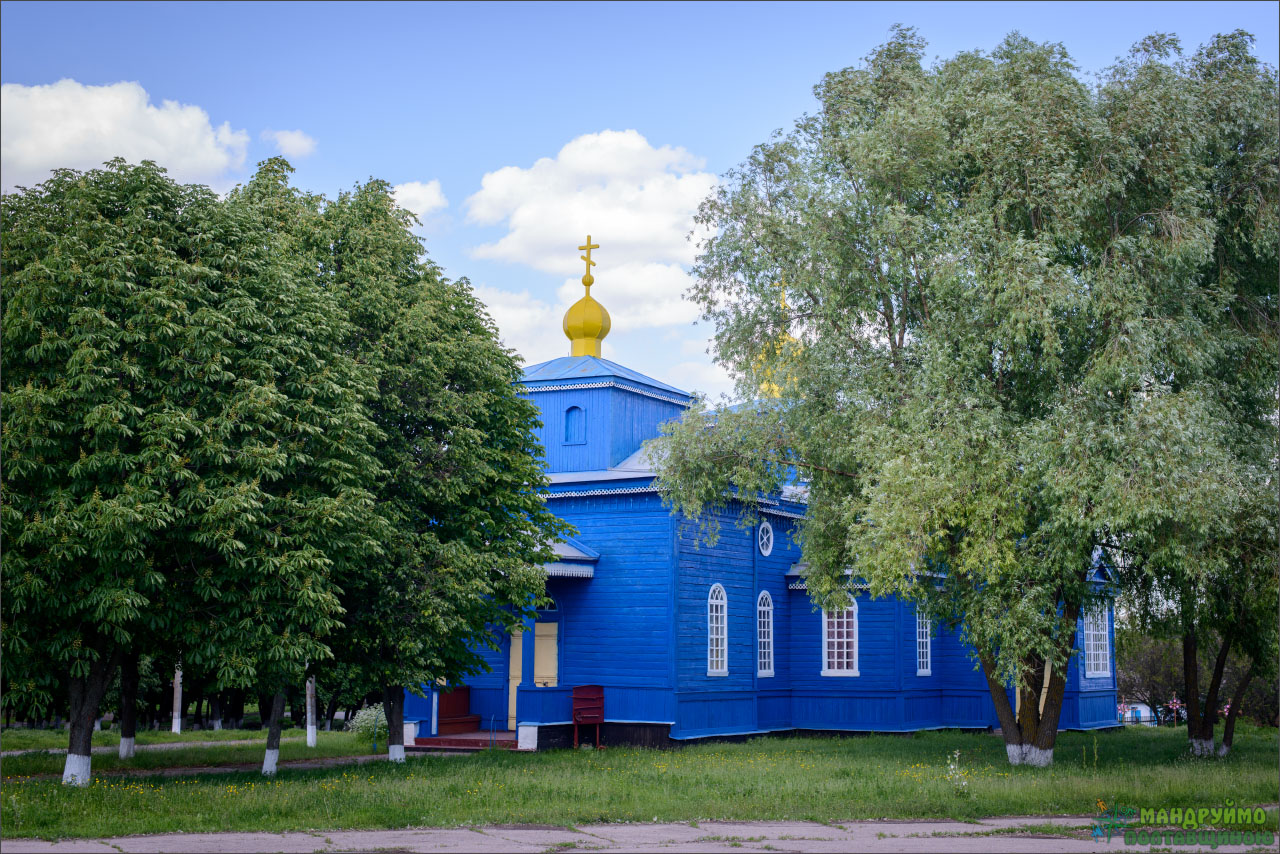
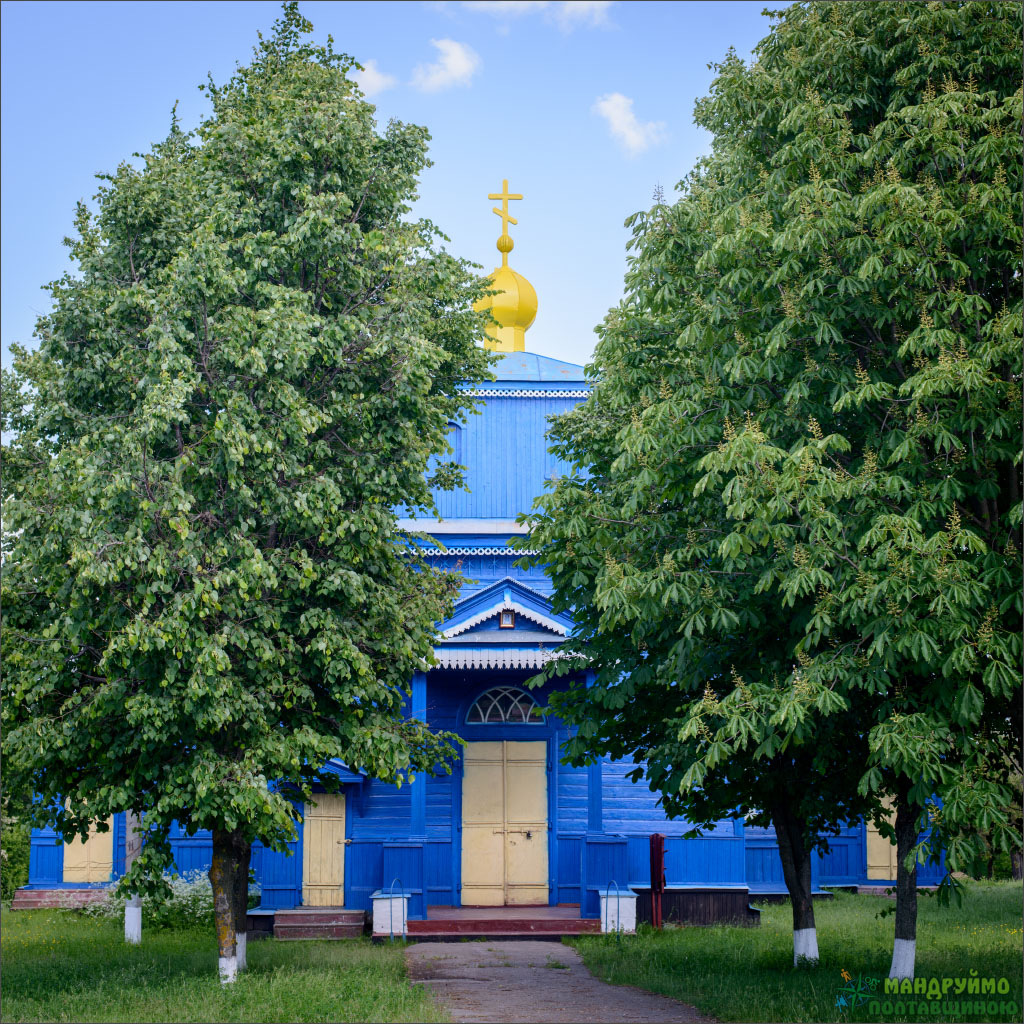
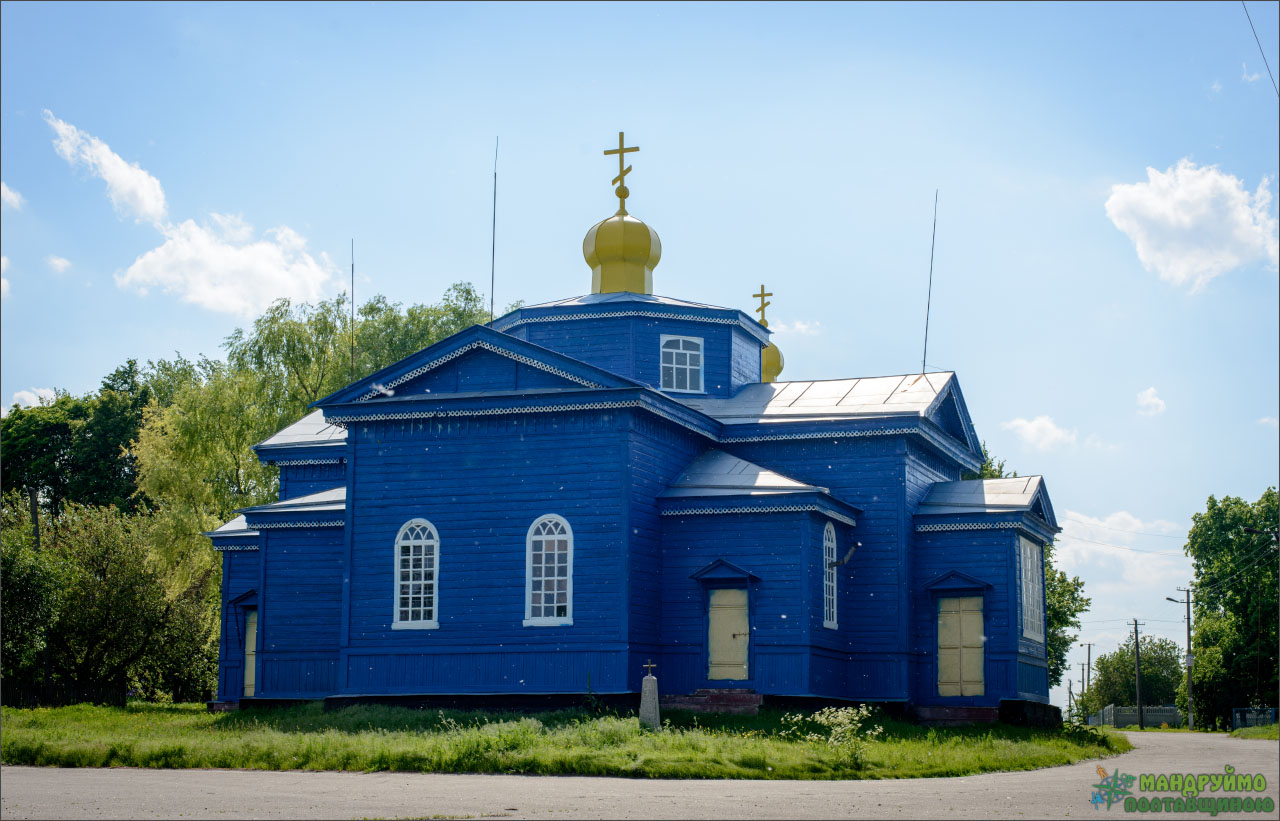
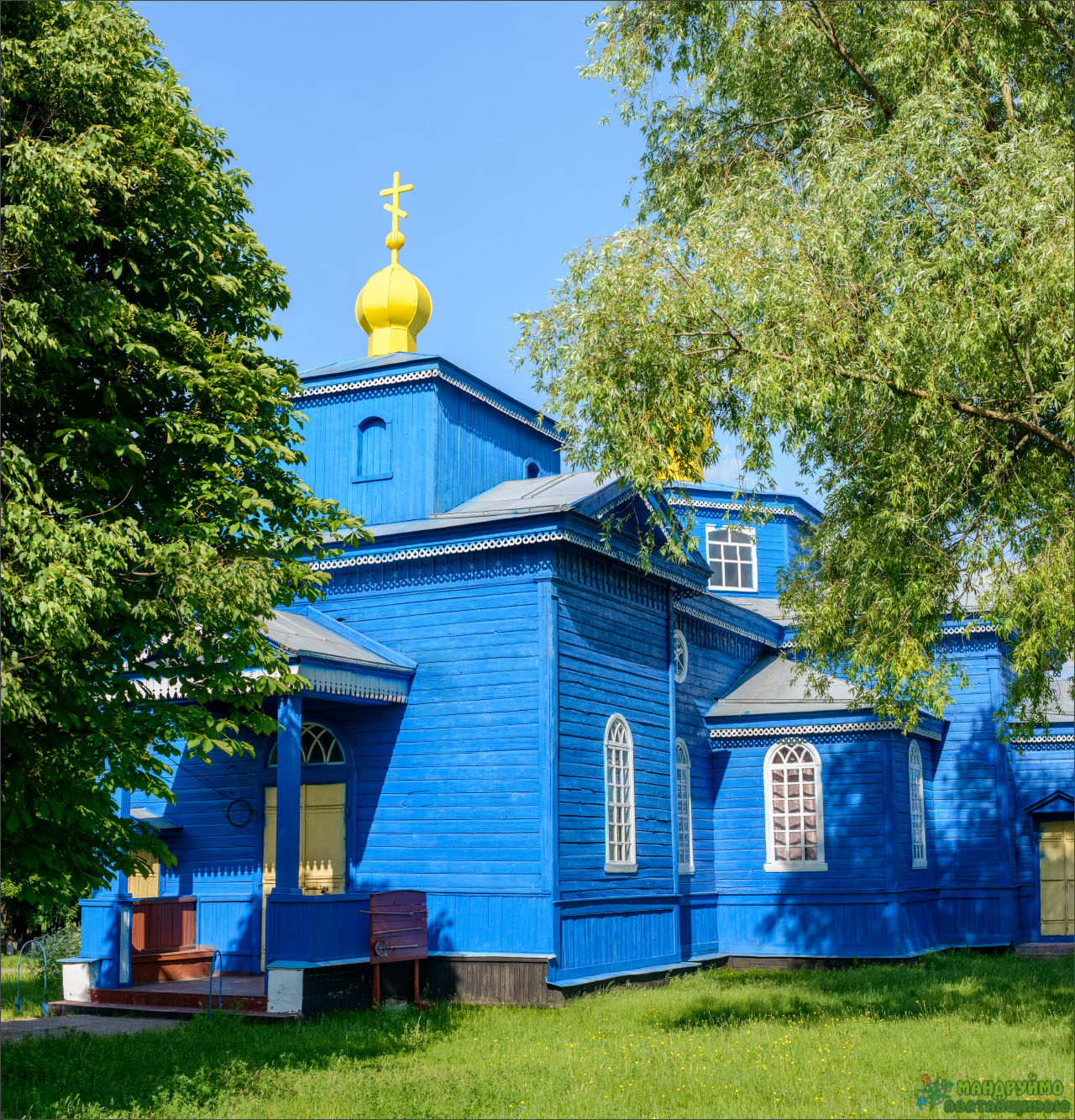
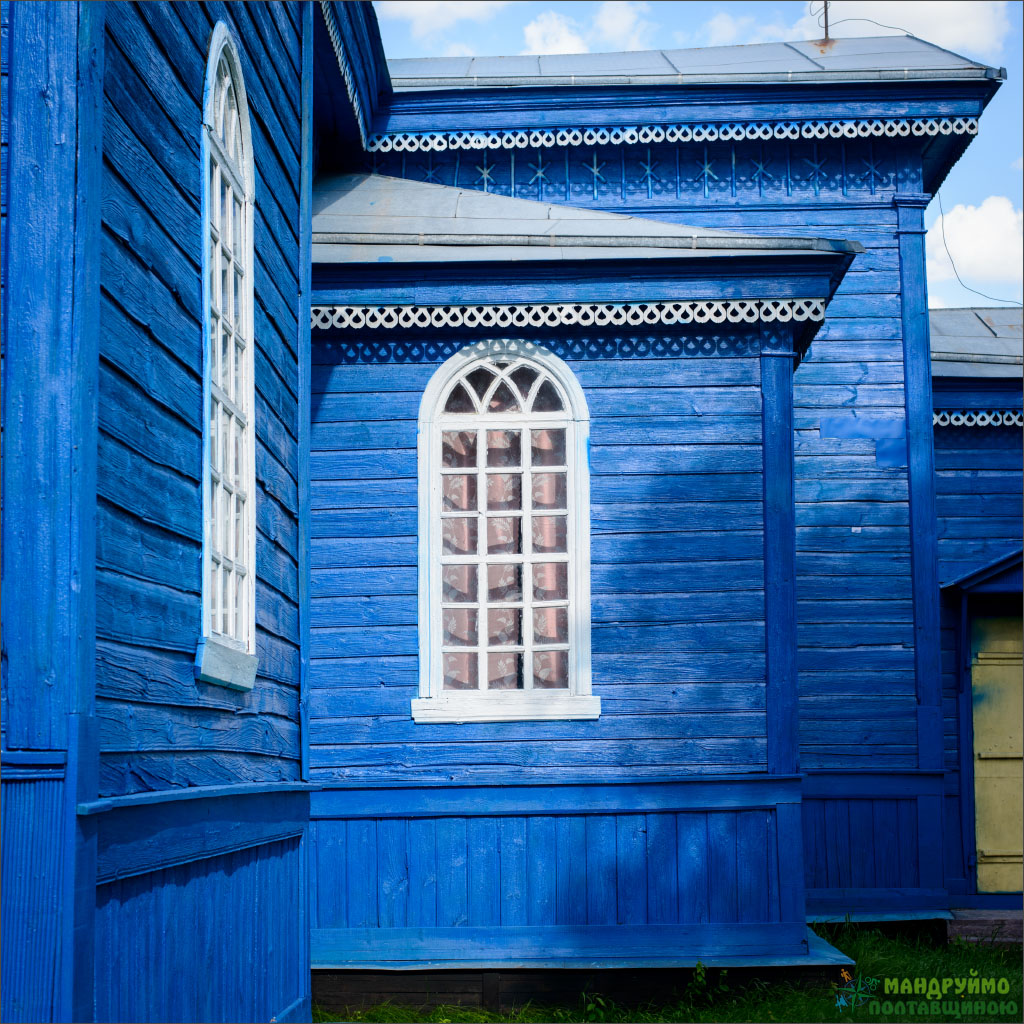
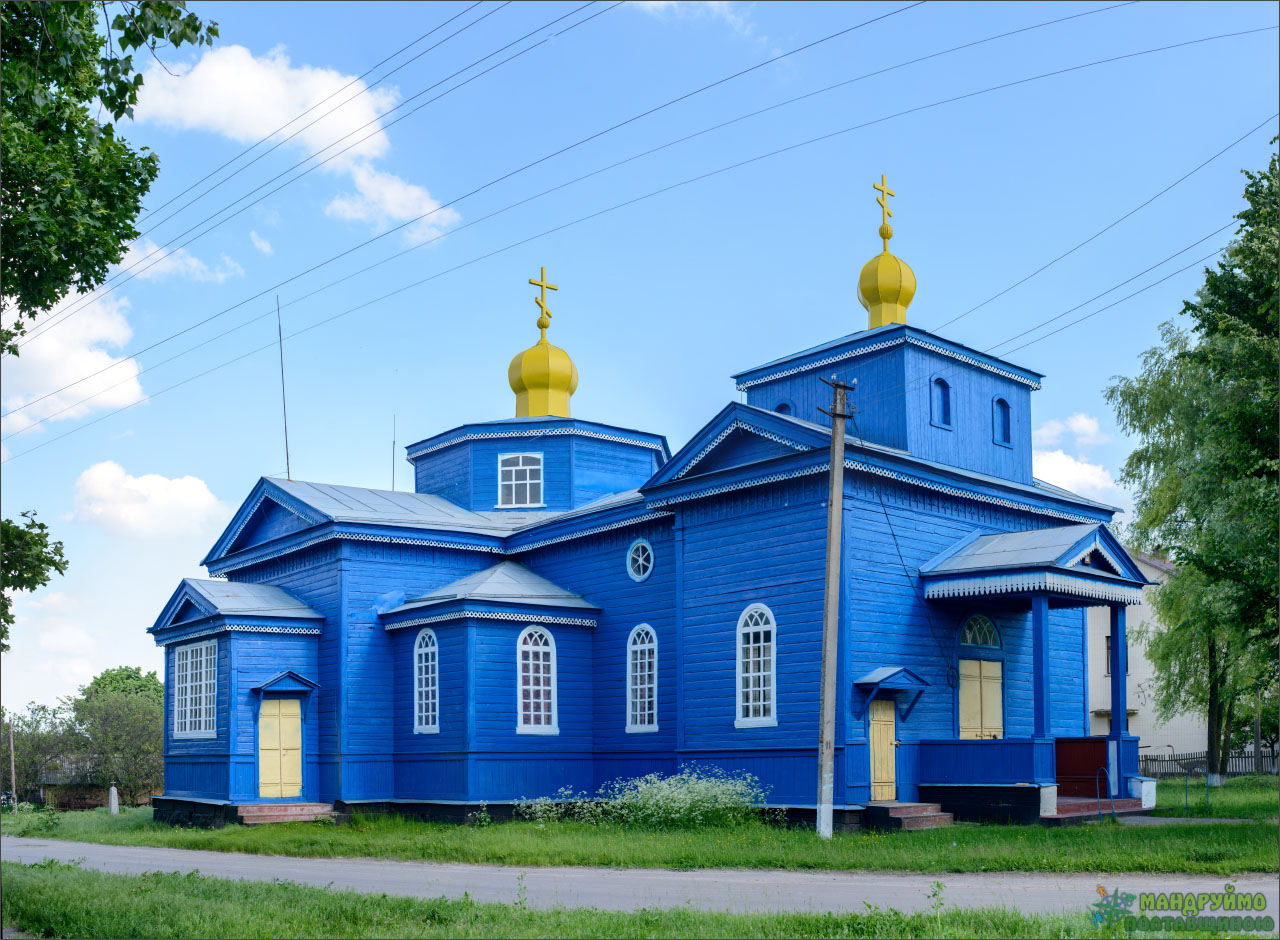

## Сучасність
В 1990 році силами односельців і жителів навколишніх сіл храм було відремонтовано. Кошти на ремонт виділив колгосп «Радянська Армія».
У новітній час церковна громада зареєстрована 30.06.1992 за № 106. Богослужіння проводяться у культовій споруді.